# Aquadulcaris pheronyx
Aquadulcaris pheronyx is een vlokreeftensoort uit de familie van de Paramelitidae. De wetenschappelijke naam van de soort is voor het eerst geldig gepubliceerd in 1992 door Stewart & Griffiths.